# Giovanni Luca Aresta
Giovanni Luca Aresta (Mesagne, 24 aprile 1973) è un politico italiano, deputato alla Camera nella XVIII legislatura della Repubblica Italiana, eletto con il Movimento 5 Stelle per poi seguire la scissione di Luigi Di Maio in Insieme per il futuro nel 2022.

## Biografia
Nato a Mesagne, in provincia di Brindisi, avvocato penalista, alle elezioni politiche del 2018 viene candidato alla Camera dei deputati nel collegio uninominale Puglia - 12 (Francavilla Fontana), sostenuto dal Movimento 5 Stelle (M5S), dove viene eletto deputato con il 47,43% dei voti contro i candidati del centro-destra Antonio Andrisano (33,21%) e del centro-sinistra, in quota PD, Elisa Mariano (13,28%). Nella XVIII legislatura della Repubblica è stato componente e capogruppo per il M5S prima e Ipf poi nella 4ª Commissione Difesa, membro del Comitato per la legislazione e Commissione parlamentare d'inchiesta sulla morte di Giulio Regeni.
Il 21 giugno 2022 segue la scissione di Luigi Di Maio dal Movimento 5 Stelle, a seguito dei contrasti tra lui e il presidente del M5S Giuseppe Conte, per aderire a Insieme per il futuro (Ipf).
Non si è ricandidato in Parlamento alle elezioni politiche anticipate del 2022.
Dal 29 giugno 2023 ricopre la carica di Amministratore Unico di Santa Teresa S.p.A. - Società in house providing della Provincia di Brindisi.